# رولاند شويجلر
رولاند شويجلر (3 فبراير 1982 في سويسرا - ) هو لاعب كرة قدم سويسري في مركز الدفاع. شارك مع منتخب سويسرا تحت 21 سنة لكرة القدم. أما مع النوادي، فقد لعب مع نادي غراسهوبر زيوريخ ونادي فادوتس ونادي لوزيرن.

## روابط خارجية
- رولاند شويجلر على موقع قاعدة بيانات كرة القدم.إي يو (الإنجليزية)
- رولاند شويجلر على موقع عالم كرة القدم.نت (الإنجليزية)